# Rafael Cárdenas Zepeda
Rafael Cárdenas Zepeda (San Fernando, Tamaulipas; 24 de octubre de 1890-Ciudad de México, 26 de junio de 1956) fue un militar mexicano que participó en la Revolución mexicana. 
Se adhirió al movimiento antihuertista en 1913, a las órdenes del general Antonio Medina. Llegó a general brigadier y fue el primer Jefe del Departamento de Establecimientos Fabriles y Aprovisionamientos Militares en el gobierno de Venustiano Carranza. Posteriormente fue diputado federal y gobernador provisional del estado de Tamaulipas. Tras la caída del carrancismo en 1920, se dedicó a las actividades industriales.